# Nubnefer
Nubnefer (dosł. piękne złoto) – władca Egiptu, którego okres panowania miał przypadać na wczesną II dynastię. Jego imię nie pojawia się w oficjalnych dokumentów, dlatego część egiptologów utożsamia jego osobę z Renebem.